# Kabát
Kabát är ett tjeckiskt hårdrocksband som framträdde som Tjeckiens debutanter i Eurovision Song Contest 2007, med låten "Malá Dáma". De gick inte vidare till final från semifinalen utan kom sist med endast 1 poäng som de fick av Estland.
Bandet kommer ifrån Teplice i Tjeckien och består av Josef Vojtek, Milan Špalek, Tomáš Krulich, Ota Váňa, Radek Hurčík. Kábat är ett stort hårdrocksband i hemlandet.